# Kostel svatého Jakuba Staršího (Naloučany)
Kostel svatého Jakuba Staršího je filiální kostel římskokatolické farnosti Náměšť nad Oslavou, nachází se na vyvýšeném místě v centru obce. Kostel je barokní stavbou s pozdně gotickým jádrem, stavba kostela stojí uprostřed hřbitovního areálu, kostel je jednolodní stavbou s polygonálním závěrem a čtyřbokou hranolovou věží. Poblíž kostela před ohradní zdí je zasazen smírčí kámen. Kostel je chráněn jako kulturní památka České republiky.

## Historie
Kostel byl postaven po roce 1238, z tohoto roku pochází první písemná zmínka o obci Naloučany, v témže roce byla obec vladykou Klimentem byla darována do vlastnictví kláštera Porta coeli. Právě klášter nechal v obci postavit kostel a farní budovu. V roce 1437 pak obec získal Matěj ze Švamberka a převzal také patronát nad kostelem svatého Jakuba v Naloučanech, kostelem svatého Marka ve Vícenicích u Náměště nad Oslavou a kostelem svatého Jana Křtitele v Náměšti nad Oslavou. Z téhož roku pochází první písemná zmínka o kostele. V 17. století byl v kostele kamenný oltář, křtitelnice a tři zvony, v roce 1850 pak kostel vyhořel a zachráněna byla jen monstrance a kalich. Spekulovalo se o tom, zda by nebylo lepší kostel zrušit, ale náměšťský farář Holub prosadil, aby kostel byl obnoven. Kostel byl opraven, věž však již nebyla vystavena do původní podoby a výšky a postrádala zastřešení, zastřešena byla až v roce 1903. Kostel v nové podobě získal pouze jeden hlavní oltář, v kostele je obraz svatého Jakuba Většího a socha Panny Marie Lurdské, v roce 1915 získal kostel varhany. V roce 1909 byl kostel opraven a od kostelní zdi byla odkopána hlína. Kostel byl v témže roce také vydlážděn a získal křížovou cestu.
Během první světové války byly kostelní zvony rekvírovány, stejně tak i během druhé světové války. V roce 1943 však byl kostelu darován menší zvon, který pak v kostele zůstal. V roce 1956 byl kostel opraven. Další rekonstrukce kostela proběhla v roce 1989, byl opraven hlavní oltář, v roce 2000 pak bylo rozšířeno vybavení kostela, do kostela byl pořízen mramorový obětní stůl, další stoly a také ambon. Další velká rekonstrukce proběhla v roce 2011, byla opravena střecha kostela, proběhla izolace kostela, byl vymalován vnitřní prostor kostela a byla provedena nová fasáda.